# Río Acre
Pour les articles homonymes, voir Acre.
Le rio Acre est une rivière transfrontalière d'Amazonie, tributaire du rio Purus en rive droite, baignant le Brésil, le Pérou (région de Madre de Dios) et la Bolivie et donc un sous-affluent de l'Amazone.

## Géographie
Ce cours d'eau marque la frontière entre le Brésil d'une part, et le Pérou et la Bolivie d'autre part, et ce sur une longueur de 144 km. Il baigne notamment Cobija, capitale du département de Pando bolivien et Rio Branco, capitale de l'État brésilien d'Acre. Il se jette dans le Purus en rive droite, au niveau de la localité de Boca do Acre, sur le territoire de l'État brésilien d'Amazonas.

## Principaux affluents
- rio Antimary (160 km)
- rio Branco (160 km, 6 350 km2)
- riozinho do Andira (140 km)
- rio Xapuri (120 km)
- rio Yaverija (50 km, 760 km2, 23 m3/s)